# ホットマン (自動車用品企業)
株式会社ホットマン（英: HOTMAN Co.,Ltd.）は宮城県仙台市太白区に本社を置くイエローハットなどのフランチャイズ店を運営するイエローハットの持分法適用会社。東京証券取引所スタンダード市場上場銘柄の一つである(証券コードは3190）。なお、類似商号の会社に東京都のタオル製造メーカーであるホットマン株式会社があるが無関係。

## 概要
古川市（現在の大崎市）のカー用品店を発祥とする。宮城県を中心とした太平洋沿岸の東北地方や茨城県、栃木県、長野県でイエローハットのフランチャイズ店を運営する他に、カルチュア・コンビニエンス・クラブや、自遊空間、ザ・ダイソー、ニコニコレンタカー、アップガレージのフランチャイズ店を宮城県で運営している。
出店エリアが降雪地帯が中心な為にスタッドレスタイヤが収益柱である。

## 沿革
- 1975年（昭和50年） - 宮城県古川市（現在の大崎市）に株式会社ホットマン設立。「カーコーナー ホットマン古川本店」開店。
- 1979年（昭和54年） - 本店を仙台市大和町に移転。
- 1984年（昭和59年） - 子会社の（株）ホットマン多賀城が（株）ローヤル（現在のイエローハット）とグループ店契約締結し、（株）宮城イエローハットに改称。以後、「カーコーナー ホットマン」既存店店名を「イエローハット」に変更。
- 1991年（平成3年） - 本社を仙台市太白区に移転。
- 1998年（平成10年） - カルチュア・コンビニエンス・クラブとフランチャイズ契約締結しTSUTAYA事業開始。
- 1999年（平成11年） - ガリバーインターナショナルとフランチャイズ契約締結しガリバー事業開始。
- 2004年（平成16年） - アップガレージとフランチャイズ契約締結しアップガレージ事業開始。
- 2005年（平成17年） - 大創産業とフランチャイズ契約締結しダイソー事業開始。
- 2011年（平成23年）
  - 1月 - レンタスとニコニコレンタカーのフランチャイズ契約締結。
  - 10月 - ランシステムとフランチャイズ契約締結し自遊空間事業開始。
- 2014年（平成26年）3月20日 - 東証ジャスダックに上場[5]。

## 参考資料
- 株式会社ホットマン第40期 有価証券報告書(EDINET - 閲覧)
- 会社四季報2014年3集夏号 第426号(東洋経済新報社)